# Julie Neigel
Julia Neigel nacida el (19 de abril de 1966 en Barnaul , Siberia , Rusia RSFS ) es una cantante alemana y compositora, autora y productora y es una de las artistas más famosas de Alemania.

## Vida
Su familia se mudó a Alemania en 1971. Ella vive en Ludwigshafen am Rhein.
Ella comenzó con el canto a los 14 y su primer álbum fue lanzado cuando ella tenía 22 años. Antes, ella había hecho la música clásica. 
Su música de estilo pop-rock, con influencias Soul y R'n'B. 
Su voz tiene un rango de más de 4 octavas, sonidos ásperos en la profundidad y fuerte en los rangos más altos.
Ella también es muy famosa por su actuación en directo.

## Carrera
Su primer concierto fue en 1982.En 1986 fundó su propia banda, 'Jule Neigel & Band' (su apodo era "Jule" hasta el año 2005). Su primer éxito, "Schatten an der Wand" fue lanzado en 1987 (# 12 en Alemania). El primer disco vendió alrededor de 200.000 copias y fue producido por Ralf Zang, quien también fue el productor de Chaka Khan. 
Desde entonces, vendió más de 2 millones, mediante la liberación de siete discos en 10 años. Ella está trabajando como compositor, cantante y productora desde 1987 y ha ganado muchos premios. 
Trabajó junto con Simon Phillips , Paco de Lucía , Zerlett Helmut , Udo Lindenberg y Peter Maffay . 
Ella es también un artista popular. 
Debido a las dificultades legales por infracción de derechos de autor, a través de dos ex-músicos, que no funcionó en el negocio de la música desde 1998 hasta 2005. Ella acudió a los tribunales y demandó a estos músicos y obtuvo los derechos para su primer éxito. Actualmente, ella tiene una gran queja en contra de estas personas, porque de 66 otras canciones de sus discos. En 2006 reinició su carrera y lanzó el disco en vivo, "Stimme MIT Flügeln".
Ella ha vuelto a usar su nombre de nacimiento, Julia Neigel. 
Desde poco tiempo que está de pie de nuevo en un grandes escenarios diferentes, junto con Ronan Keating, Ricky Lee Jones, Toto, Status Quo, Mousse T. Entre enero y mayo de 2010 tendrá el "Rock´n soul Tour" con la famosa cantante alemana Edo Zanki . Un nuevo disco se dará a conocer después de la gira por Sony Music.

## Discografía
- 1988: SCHATTEN AN DER WAND
- 1990: WILDE WELT
- 1991: NUR NACH VORN
- 1993: DAS BESTE
- 1994: HERZLICH WILLKOMMEN
- 1996: SPHINX
- 1997: BEST OF
- 1998: ALLES
- 2004: SHIP OF DREAM,(Tears Falls) David Knopfler ( Dueto)
- 2006: STIMME MIT FLÜGELN-LIVE

## Premios
- 1988 GEMA Textpreis - Award for best Lyrics
- 1988 best singer " voting Musikfachblatt"
- 1988 best band " voting Musik Express"
- 1989 best singer " voting Musikfachblatt"
- 1989 best singer " voting Music Express"
- 1989 Tigra Award
- 1990 best singer "voting Musikfachblatt"
- 1990 best band " voting Musikfachblatt"
- 1990 best female singer "voting Music Express"
- 1991 best singer " voting Musikfachblatt"
- 1991 best female German singer "Rolling Stone"
- 1992 best German singer "voting Musikfachblatt"
- 1993 best female German singer "Rolling Stone"
- 1994 RSH Award best German artist
- 1994 ECHO Nomination for best female singer and best German video
- 1994 best female German singer "voting Musikfachblatt", "voting Music Express", "Rolling Stone"
- 1994 ECHO Nomination for best female German singer, best German video and best production
- 1995 ECHO Nomination for best female German singer
- 1995 best female German singer " voting Music Express", "Rolling Stone"
- 1996 ECHO Nomination for beste female singer
- 1996 Award for best production from German Phonakademie
- 1997 best female German singer "voting Musikfachblatt", "voting Music Express"
- 1996 best female German live Act "voting Musikfachblatt"
- 1997 bets female German singer "voting Music Express", "Rolling Stone"
- 1998 the artist award of Rhineland-Palatinate
- 1998 best female German singer, "Rolling Stone"